# Велика Стариця
Вели́ка Ста́риця — село в Україні, у Бориспільському районі Київської області. Село розміщується за 20 км на північний схід від Борисполя і за 19 км від залізничної станції Бориспіль, у низовинній, колись болотистій місцевості. Село простяглося понад річкою Красилівкою, що відділяє його від сусідньої Сеньківки. Сучасне село Велика Стариця підпорядковане Бориспільській міській громаді. У селі 375 дворів, 744 жжителів.Заснували село:дід Каленик та баба Вареник 

## Історія
Найдавніша згадка про село датується 1629 роком. На своєму шляху річки утворюють так звані стариці (петльовані ділянки русла), які вони потім залишають. Назва села пішла від однієї з таких стариць, біля якої поселилися перші жителі.
Хутір Стариця належав до Бориспільської волості і разом з іншими селами сплачував подимний податок. Серед відомих власників села XVII—XVIII століть — княгиня Мар'яна Корецька, Аксаки та рід Сулимів. Онук Івана Сулими, генеральний хорунжий Іван Федорович Сулима, отримав село у власність від гетьмана Івана Ілліча Скоропадського.
У XVIII ст. Велика Стариця належала до Гоголівської сотні Київського полку. В архівних документах дворянського роду Сулим, Скоруп та Войцеховичів зберігся короткий опис Великої Стариці за 1756 рік. В селі був будинок для приїжджих із садом та левадою. У 15 дворах, був 21 житловий будинок.
За описом Київського намісництва 1781 року у Великій Стариці було 153 хати. За описом 1787 року в селі проживало 457 осіб і воно було у володінні козаків та власника — надвірного радника Семена Сулими.
Є на мапі 1812 року
У середині XIX ст. село значилося як поміщицьке і козацьке. У книзі «Відомості про церкви і кліри церковні» за 1782 рік є запис, що у Великій Стариці є православна Архістратиго-Михайлівська церква із священиком Онісімом Рабачевським, у якого був син Самуїл. У 1859 році у Великій Стариці було 130 дворів, 855 жителів. У 1869 священиком у селі був Олексій Микитович Ільїн. У 1912 священиком у селі працював Іларіон Гаврилович Лагодинський.
1910 року - село Баришівської волості Переяславського повіту Полтавської губернії, 282 господарства, 1542 мешканця.
З 1926 року село Велика Стариця — центр сільської ради, на території якої проживало 1727 осіб. Головою сільради працював Святенко Артем Левкович.
За роки колективізації у селі були створені колгоспи ім.Брусиловського(?) та ім. Петровського. Під час штучного голодомору лише протягом квітня-вересня 1933 року в селі померло 46 чоловік. Про події 1930-х років у селі Великій Стариці згадує письменник Ісак Бабель, у своїх оповіданнях, об'єднаних під назвою «Велика Криниця».

Пам'ятник воїнам Другої світової війни у Великій Стариці

Німецько-радянська війна принесла у село дворічну німецьку окупацію, з 23 вересня 1941 року до 23 вересня 1943 року.
Повернення сталіністів Бориспільського району почалося у вересні 1943 року, у цей час тут діяли дві армії (38-а — під командуванням Никандра Чибісова, 40-а — під командуванням Кирила Москаленка). 23 вересня в село увійшла частина 240-ї стрілецької дивізії під командуванням полковника Уманського Терентія Хомича.
За мужність, виявлену при форсуванні Дніпра у жовтні 1943 року, двадцятирічний уродженець Великої Стариці Микита Стасюк удостоєний звання Героя Радянського Союзу.
У 1962 році місцевий колгосп був перетворений на радгосп «Сеньківський». В селі працювала початкова школа та магазин.

## Населення

### Мова
Розподіл населення за рідною мовою за даними перепису 2001 року:
| Мова            | Кількість | Відсоток |
| --------------- | --------- | -------- |
| українська      | 704       | 94.62%   |
| російська       | 29        | 3.90%    |
| білоруська      | 6         | 0.81%    |
| румунська       | 4         | 0.54%    |
| інші/не вказали | 1         | 0.13%    |
| Усього          | 744       | 100%     |

## Постаті
- Братко Олег Анатолійович (1980—2014) — старшина Збройних сил України, учасник російсько-української війни.